# Semih Kaplanoğlu
Semih Kaplanoğlu (nascido a 4 de abril de 1963) é um roteirista, diretor de cinema e produtor turco.

## Biografia
Em 1984, Kaplanoğlu mudou-se para Istambul e trabalhou durante um par de anos como redator para a publicidade de empresas como Güzel Sanatlar Saatchi &amp; Saatchi e Young &amp; Rubicam.
Ele passou a trabalhar no cinema em 1986 ao se converter em ajudante de câmara para dois premiados documentários. Em 1994 escreveu o guião e dirigiu a série de televisão Şehnaz Tango, com 52 episódios, que se emitiu nos canais de televisão Show TV e InterStar e se converteu num sucesso.
Kaplanoglu estreou-se com Away From Home pelo qual foi galardoado como Melhor Diretor no Singapura IFF 2001.A sua segunda longa-metragem Angel’s Fall estreou-se em 2005 no Forum Berlim e recebeu o Prémio Melhor Filme em festivais de cinema alternativo de Nantes, Kerala e Barcelona.
Entre 2005 e 2010 produziu e dirigiu a Trilogia de Yusuf. Yumurta (Ovo), o primeiro filme da trilogia estreou-se no festival de Cannes e ganhou o prémio de Melhor Diretor nos festivais de cinema do Fayr, Valdivia e Bangkok. O segundo filme da trilogia Sut (Leite) estreou-se no IFF. Bal (Mel), a terceira parte, ganhou o Urso de Ouro no 60º Festival de Berlim IFF. O seu último filme Buğday (Grão) encontra-se atualmente em pós-produção.
Além das suas principais atividades no cinema, escreveu artigos entre 1987 e 2003 sobre as artes plásticas e o cinema, os quais foram publicados e traduzidos para idiomas estrangeiros. Entre os anos de 1996 ao 2000, teve uma coluna denominada "Karşıaşmalar" no diário Radikal.

### Família
Kaplanoğlu está casado com a jornalista, escritora e roteirista Leyla Ipekçi, que é sobrinha do notável jornalista assassinado Abdi Ipekçi. Entre 2006 e 2013, Leyla Ipekçi escreveu para a imprensa diária Zaman e Taraf.

## Filmografia
| Ano  | Filme                                              | como Diretor | como Roteirista | como Produtor | como Editor |
| ---- | -------------------------------------------------- | ------------ | --------------- | ------------- | ----------- |
|      | Şehnaz Tango (série de TV)                         | Sim          | Sim             |               |             |
| 2001 | Herkes Kendi Evinde (Fora de Casa)                 | Sim          |                 |               |             |
| 2005 | Meleğin Düşüşü (aka em grego: Ekptotos angelos , ) | Sim          | Sim             | Sim           | Sim         |
| 2007 | Egg                                                | Sim          | Sim             | Sim           | Sim         |
| 2008 | Milk                                               | Sim          | Sim             | Sim           |             |
| 2010 | Honey                                              | Sim          | Sim             | Sim           | Sim         |
| 2016 | Grain                                              | Sim          | Sim             | Sim           |             |

## Prémios
- 2001 Ancara Festival Internacional de Cinema - Melhor Filme por Herkes Kendi Evinde
- 2001 Istambul Festival Internacional de Cinema - Melhor Cinema turco do Ano por Herkes Kendi Evinde (empatado com Dar Alanda Kısa Paslaşmalar (2000))
- 2002 Singapura Festival Internacional de Cinema de - Ecrã de Prata Prémio ao Melhor Diretor por Herkes Kendi Evinde
- 2005 Istambul International Film Festival - Prémio FIPRESCI por Meleğin Düşüşü
- 2005 Nantes Three Continents Festival - Montgolfiere de Ouro por Meleğin Düşüşü
- 2006 Festival Internacional de Cinema de Kerala - Golden Crow Pheasant por Meleğin Düşüşü
- 2006 Nuremberg Festival de Cinema "Turquia-Alemanha" - Prémio dos Jovens Cineastas por Meleğin Düşüşü
- 2007 Festival Internacional de Cinema Valdivia - Melhor Diretor de Ovo
- 2007 Festival de Cinema Antalya Laranja de Ouro - Melhor filme, Melhor Guião, NETPAC Prémio do Júri ao Melhor filme por Egg
- 2007 Festival de Cinema do Mundo Bangkok - Melhor Diretor (concorrência Colheita de Talentos) por Egg
- 2008 Festival Internacional de Cinema de Fayr - Crystal Simorgh como Melhor Diretor (por Egg)
- 2010 Urso de Ouro no 60º Festival de Cinema de Berlim por Bal